# Lee Winfield
Leroy "Lee" Winfield (San Luis, Misuri; 4 de febrero de 1947-ibídem; 4 de febrero de 2011) fue un jugador y entrenador de baloncesto estadounidense que disputó siete temporadas en la NBA. Con 1,88 metros de estatura, jugaba en la posición de base.

## Trayectoria deportiva

### Universidad
Tras pasar dos años en el Junior College de St. Louis Baptist, jugó durante dos temporadas con los Mean Green de la Universidad del Norte de Texas, en las que promedió 15,9 puntos y 7,2 rebotes por partido. En su última temporada fue elegido All-American de la División II de la NCAA.

### Profesional
Fue elegido en la trigésimo segunda posición del Draft de la NBA de 1969 por Seattle SuperSonics, y también por los Utah Stars en el Draft de la ABA, fichando por los primeros. Jugó cuatro temporadas con los Sonics, siendo la más destacada la 1971-72, en la que promedió 10,6 puntos y 3,6 asistencias por partido.
Tras no renovar contrato, en 1973 fichó por los Buffalo Braves como agente libre, donde jugó dos temporadas como suplente de Randy Smith, promediando en la segunda de ellas 5,5 puntos y 2,0 asistencias por partido. En 1975 ficha por los Kansas City Kings, donde jugaría su última temporada como profesional.

### Entrenador
Tras retirarse, ejerció como entrenador asistente en diferentes equipos y universidades, entre ellas la Universidad de Saint Louis y la Universidad de Misuri. Falleció el día que cumplía 64 años, víctima de un cáncer de colon.

## Estadísticas de su carrera en la NBA

### Temporada regular
| Año     | Equipo      | PJ  | MPP  | %TC  | %TL  | RPP | APP | ROB | TPP | PPP  |
| ------- | ----------- | --- | ---- | ---- | ---- | --- | --- | --- | --- | ---- |
| 1969-70 | Seattle     | 64  | 12.0 | .479 | .750 | 1.5 | 1.6 |     |     | 5.7  |
| 1970-71 | Seattle     | 79  | 20.3 | .466 | .664 | 2.4 | 2.8 |     |     | 10.5 |
| 1971-72 | Seattle     | 81  | 25.2 | .496 | .668 | 2.7 | 3.6 |     |     | 10.6 |
| 1972-73 | Seattle     | 53  | 20.0 | .431 | .574 | 2.4 | 3.5 |     |     | 6.6  |
| 1973-74 | Buffalo     | 36  | 12.0 | .352 | .635 | 1.2 | 1.3 | .4  | .1  | 3.0  |
| 1974-75 | Buffalo     | 68  | 18.5 | .526 | .721 | 1.9 | 2.0 | .6  | .4  | 5.5  |
| 1975-76 | Kansas City | 22  | 9.7  | .485 | .643 | 1.1 | .9  | .5  | .3  | 3.3  |
| Total   | Total       | 403 | 18.3 | .474 | .668 | 2.1 | 2.5 | .5  | .3  | 7.3  |

### Playoffs
| Año   | Equipo  | PJ | MPP  | %TC  | %TL  | RPP | APP | ROB | TPP | PPP |
| ----- | ------- | -- | ---- | ---- | ---- | --- | --- | --- | --- | --- |
| 1974  | Buffalo | 1  | 12.0 | .000 | .500 | 3.0 | 2.0 | 1.0 | .0  | 1.0 |
| 1975  | Buffalo | 6  | 10.8 | .438 | .600 | 1.3 | 1.5 | .3  | .2  | 2.8 |
| Total | Total   | 7  | 11.0 | .389 | .571 | 1.6 | 1.6 | .4  | .1  | 2.6 |